# Wolfgang Reichel (Politiker)

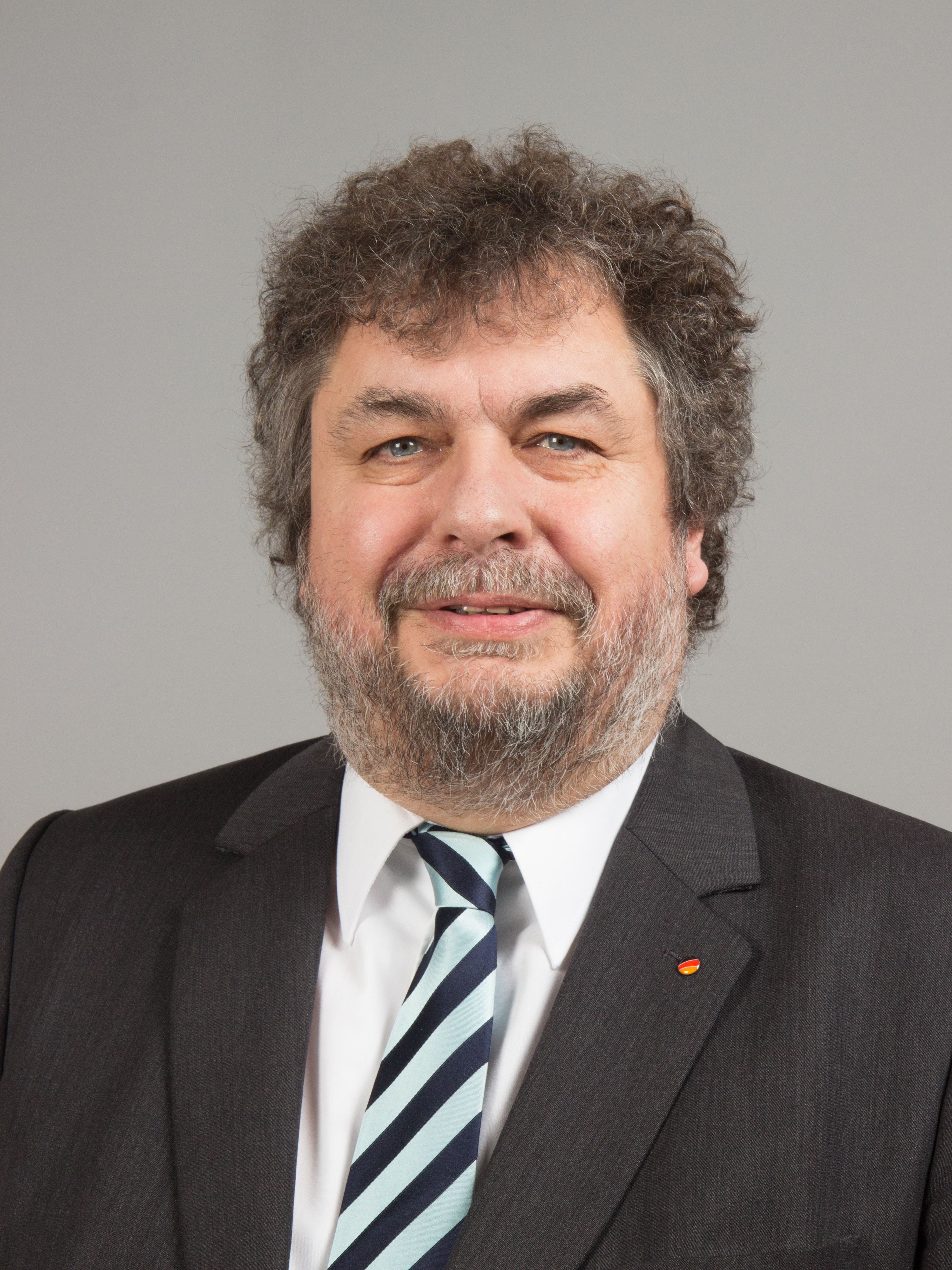
Wolfgang Reichel, 2014

Wolfgang Reichel (* 4. Juni 1951 in Oberhausen) ist ein rheinland-pfälzischer Politiker (CDU).

## Leben und Beruf
Reichel wurde als drittes von sechs Kindern in Oberhausen geboren. Nach dem Umzug der Familie nach Fulda besuchte er ein dortiges Gymnasium. Im Alter von 18 Jahren entschloss er sich zu einer Ausbildung beim Bundesgrenzschutz in Fulda. Für den BGS war er acht Jahre unter anderem an internationalen Einsatzorten im Flugsicherheitsdienst tätig.
Bereits früh engagierte er sich in der Katholischen Studierenden Jugend. So war es dann auch folgerichtig, dass er sich für eine weitere Ausbildung im Rahmen der Berufsförderung an der Katholischen Fachhochschule Mainz entschied. Das Studium beendete er als Diplom-Sozialarbeiter. Nach fünfjähriger Tätigkeit als Stadtjugendpfleger in Ingelheim am Rhein wechselte er 1985 zum Landesamt für Jugend und Soziales Rheinland-Pfalz. Wolfgang Reichel war bereits kurz nach seinem Dienstantritt Vorsitzender des Gesamtpersonalrates beim Landesamts für Jugend und Soziales. Seit 1970 ist er Gewerkschaftsmitglied, zunächst bei der ÖTV, später bei der Ver.di.
Reichel hat einen erwachsenen Sohn und lebt seit 1970 in Mainz.

## Politik
1979 wurde Wolfgang Reichel zum jugend- und sozialpolitischen Sprecher der Mainzer CDU-Stadtratsfraktion gewählt. Seit 1984 war er Mitglied des Mainzer Stadtrates, zuletzt als stellvertretender Vorsitzender seiner Fraktion. 1995 wurde er zum hauptamtlichen Grün- und Umweltdezernenten der Landeshauptstadt Mainz gewählt; 2003 wurde er bis 2011 wiedergewählt.
Von 2011 bis 2016 war Wolfgang Reichel als direkt gewählter Abgeordneter Mitglied des rheinland-pfälzischen Landtags im Wahlkreis Mainz II. Er gewann den Wahlkreis mit 13 Stimmen Vorsprung gegen die rheinland-pfälzische Bildungsministerin Doris Ahnen. Kurios am Ergebnis ist, dass eine vergessene Briefwahlurne, die erst am Folgetag nach der Landtagswahl gefunden wurde, zum Direktmandat führte. 2016 verlor er das Direktmandat wieder an Ahnen und verpasste den Wiedereinzug in den Landtag über die Landesliste.
Reichel war umweltpolitischer Sprecher der CDU-Landtagsfraktion und beschäftigte sich schwerpunktmäßig unter anderem mit dem Thema Fluglärm. Er war Mitglied im Ausschuss Umwelt, Forsten, Landwirtschaft, Ernährung und Weinbau, im Ausschuss Medien und Netzpolitik sowie im Petitionsausschuss. In der Enquetekommission Bürgerbeteiligung engagierte er sich als stellvertretendes Mitglied für mehr Mitsprache der Mitbürgerinnen und Mitbürger, beispielsweise bei Großprojekten.
2009 wurde Reichel außerdem Kreisvorsitzender der CDU Mainz-Stadt. Dieses Amt behielt er bis zu seinem Rückzug im September 2016.